# Броненосни крайцери тип „Шарнхорст“
Шарнхорст (на немски: Scharnhorst) са серия броненосни крайцери на Германски императорски военноморски флот от времето на Първата световна война. Последните и най-известни броненосни крайцера на Германия. Всичко от проекта са построени два кораба: „Шарнхорст“ (на немски: SMS Scharnhorst) и „Гнайзенау“ (на немски: SMS Gneisenau).

## Проектиране и строеж
За разлика от всички предходни серии броненосни крайцери, са проектирани като кораби предназначени за плаване в далечни води. Автор на проекта и общ ръководител на строежа им е тайният съветник Бюркнер. Задачата за конструкторите е да се постигне увеличаване на скоростта и подобряване на мореходността – новите крайцери са създавани специално за колониална служба, заради което и ходовите качества за тях са чрезвичайно важни.
Явяват се по-нататъшно развитие на проекта за броненосен крайцер „Роон“ (Roon), с последващото увеличаване на мощността на машините и въоръжението. Подобрена е и защитата им – поясната броня и тази на казематите нараства до 150 мм, дебелината на челната броня на кулите се увеличава до 170 мм, а на бойната рубка до 200 мм. Увеличен е броят на котлите до 18, с преход към тънкотръбна конструкция, дадените котли са по-прогресивни, отколкото използваните на британските и френските крайцери. Предвидено е също и частично нефтено отопление на котлите. Крайцерите трябва да превъзхождат по бойни възможности британския тип „Дук оф Единбург“ и френските „Леон Гамбета“ и да се приближава до строящите се „Минотаври“ и „Валдек-Русо“, които са значително по-големи от немските крайцери.

## Конструкция
Броненосните крайцери от типа „Шарнхорст“ стават венеца на създадената от немските конструктори от епохата на Тирпиц собствена корабостроителна школа.
Високият форщевен осигурява на крайцера по-добра мореходност, а висото разположените носови оръдия позволяват да се води стрелба даже при високо вълнение на морето.
Удължен полубак, по дължина заемащ повече от 2/3 от дължината на кораба. Характерната черта за крайцерите става отказът от разполагане в кули на бордовите оръдия, както това е направено при предходните крайцери. Напречната метацентрична височина е 1,18 м, а надлъжната: 159 м. Устойчивосттаим е максимална при 41° крен и нулева при 81°.
| Разпределение на теглото   | Furst Bismarck | Scharnhorst |
| -------------------------- | -------------- | ----------- |
| Корпус и оборудване        | 37,20 %        | 35,80 %     |
| Брониране                  | 25,40 %        | 26,70 %     |
| Енергетична установка      | 13,90 %        | 16,50 %     |
| Въоръжение артилерийско    | 7,03 %         | 7,65 %      |
| Въоръжение торпедно        | 0,72 %         | 0,44 %      |
| Припаси (вкл. запаси вода) | 6,34 %         | 6,07 %      |
| Нормален запас гориво      | 9,40 %         | 6,84 %      |

Носовият край е с традиционната за немските броненосни крайцери таранна форма. Таранът, в подводната му част, е усилен с шпирон (шип).

### Корпус
Корпусът на крайцерите е разделен от водонепроницаеми прегради на 15 основни отсека. Двойно дъно, с височина около 1,2 м, има на протежение 60% от дължината на корпуса. Корпуса на корабите е набран по смесената система на набор. В двойното дъно има 62 цистерни, които се използват за съхранение на питейна, битова и котелна вода и течното гориво.
Макар корпусът да се счита за достатъчно широк, въпреки това, той става най-острият от този на всички останали немски броненосни крайцери – отношението L/B съставя 6,52 против 6,09 за „Roon“ и 5,88 за „Furst Bismarck“. Големите крайцери от последващите проекти също така са по-къси.
Носовият край на крайцерите от типа „Шарнхорст“ има таранна форма със закръглен напред форщевен. Таранът, в подводната му част, е усилен с шпирон за възможност за нанасяне на таранен удар.
Конструкцията на корпуса е изградена от мека корабостроителна стомана Сименс-Мартен. От същия материал са направени листовете на дънната и бордовата обшивка. Наборът е по надлъжно-напречната (бракетна) система. Шпацията, традиционно за големите кораби на германския флот, се равнява на 1,20 метра.
Спасителните средства се състоят от един адмиралски катер, три парни катера, два баркаса, един
полубаркас, два кутера (велботи), един гиг, три яла, една двойка (тузик) и една сглобяема лодка.
Катерите имат възможност да бъдат въоръжени с картечници, монтирани в разглобяеми гнезда, а при стоварването на десантните партии, при необходимост, може да се поставят и десантни оръдия на специални лафети.
Корабите имат скулови килове, докови килове не са предвидени.

### Рангоут
Крайцерите са последните крайцери в Германския флот с мачти голям диаметър с бойни марсове върху тях. Бойният марс на фокмачтата е разположен на 17-метрова височина, а на гротмачтата – 2 метра по-горе. На всеки марс са поставени две картечници на шарнирни лафети. Височината клотиците на брамстенгите на двете мачти над конструктивната водолиния съставлява 50,0 метра.
Комините са четири на брой.
Корабите имат един полубалансирен рул, обладават добри мореходни качества, но са подложени на силно бордово люлеене.

### Котви
Крайцерите имат три висящи 7-тонни котви „Хол“ без щок. На кърмата има две котви (стоп-анкер и верп): 1,75-тонен и 0,8-тонен. Всички котви са система на Хол.

### Въоръжение
Въоръжението на кораба се състои от две двуоръдейни куполни артилерийски установки с 21-см скорострелни оръдия С/01 с дължина на ствола 40 калибра (фактическият им диаметър съставлява 209,3 мм), които са поставени на носа и на кърмата по диаметралната плоскост и четири такива оръдия поставени в каземати, което екомпромисно решение, поради невъзможност да се спази зададеното газене и водоизместимост. Ъгълът на вертикалното им насочване е от – 5° до + 30°, за куполните оръдия и −5° + 16° за казематните. Куполните оръдия имат максималната прицелна далечина на стрелбата 16 300 м (88 каб.), а казематните 12 400 м (67 каб), боезапасът им е от 700 снаряда. Масата на снаряда е 108 кг, теглото на взривното вещество в снаряда „Psgr.L/2,9“ е 2,56 кг, теглото на метателния заряд е 29,5 кг.
Артилерия на средния калибър се състои от 6 скорострелни оръдия калибър 149 мм/40. Боезапасът им съставлява 1020 снаряда. Далечината на стрелбата при възвишение от 20° е 13,7 км. Теглото на снаряда е 40 кг, теглото на взривното вещество във фугасния снаряд „Spgr.L/З“ е 1,62 кг, а на полубронебойния „Gr.L/3,2“ е 1,15 кг (бронебойни снаряди не са предвидени), с такива оръдия са въоръжени немските броненосни крайцери започвайки от „Фюрст Бисмарк“, до типа „Шарнхорст“. Зарядите са опаковани в копринени картузи, металните гилзи за зарядите се появяват малко по-късно в германския флот.
Към спомагателната артилерия се отнасят 18 скорострелни 88-мм оръдия на вертикална цапфа (централен щоков отвор) тип С/01 с дължина на ствола 35 калибра. Ъгълът за вертикално насочване на 88-мм оръдия се равнява на от – 5° до + 25°, далечината на стрелба при възвишение 25° 49,1 кабелтови (9,1 км), боезапас 2700 изстрела. Скоростта на стрелба от тези оръдия съставлява 15 изстрела в минута. Вертикалното насочване на ствола и въртенето на лафета по хоризонталната плоскост се осъществяват само ръчно. Снарядът им тежи 7 кг, има боен заряд с тегло 0,22 кг (3,1%), теглото на метателния заряд е 1,67 кг (RP.C/00 или С/06). Разположението на 88-мм оръдия е в отделни каземати на носовия край на крайцерите, на нивото на горната палуба (четири оръдия), и на кърмата, на новото на батарейната палуба (също четири оръдия). Останалите десет оръдия са поставени на откритите участъци на надстройката зад стоманени защитни щитове с правоъгълна форма.
Торпедното въоръжение на крайцера се състои от четири подводни торпедни апарата с калибър 450 мм: един носов, два бордови и един кърмов с общ боекомплект от 11 торпеда.
За въоръжение на десантните партии има две 6 см/21 десантни оръдия и 225 винтовки mod 98 и 90 пистолета М.1904. Десантните оръдия могат да се използват за въоръжаване на катерите и баркасите. Оръдията могат да стрелят на далечина 4,3 км при ъгъл на възвишение 19,25°.

### Брониране
Бронирането на жизненоважните части на корпуса е изпълнено от круповска цементирана стомана. Общото тегло на бронирането достига 26,5% от нормалната водоизместимост. Дебелината на главния брониран пояс достига до 150 мм. По височина той се състои от два реда плочи с еднаква дебелина от 150 мм. Височината на всеки ред плочи се равнява на 2,2 м. Долният ред е на 1,2 метра под водолинията – и по височина достига до настила на бронираната палуба – с метър над водолинията при нормална водоизместимост. Плочите на главния пояс са поставени върху подложка от тикова греда с дебелина 50 мм. Дебелината на обшивката под бронята се равнява на 10 мм. Плочите за защита на бордовете по краищата на кораба са направени от закалена никелова стомана и са положени на подложка с дебелина 50 мм. В кърмовата част бордовата броня започва от 2-рия шпангоут и продължава до цитаделата. Дебелината на плочите не е еднаква и се равнява на 80 мм (от 2-рия до 12-ия шпангоут) и 100 мм (от 12-ия до 24-тия шпангоут). В носовата част от 82-рия до 91-вия шпангоут дебелината на плочите се равнява на 120 мм, нататък до форщевена – 80 мм. Броневата палуба е на различни нива – вътре в цитаделата се разполага на метър над водолинията, а по краищата извън цитаделата – на 1,0 – 1,2 метра по-надолу. Бронирането на каземата достига 150 мм, на траверсите на горния пояс – 120 мм, на палубата 25 и 40 – 50 мм, а над рулевата машина е 60 мм, скосовете на палубата са 55 мм. Дебелината на челната страна на кулите се равнява на 170 мм, на стените: 150 мм, дебелината на покривите им е 30 мм. Дебелината на стените на предната бойна рубка съставлява 200 мм, на покрива ѝ – 30 мм, за кърмовата бойна рубка – 50 и 20 мм съответно.

### Енергетична установка
Три трицилиндрови парни машини с тройно разширение въртящи три гребни винта с различен диаметър. „Шарнхорст“: среден четирилопастен 4,7 м, два бордови четирилопастни 5,0 метрови. „Гнейзенау“: среден четирилопастен 4,6 м, два бордови четирилопастни 4,8 метрови. Десният винт има дясно въртене, средният и левият – ляво. Проектната мощност на силовата установка е 26 000 к.с.. Всяка парна машина има един цилиндър за високото налягане с ∅ 1021,2 мм, един цилиндър за средно налягане ∅ 1499,3 мм и, накрая, един цилиндър ниско налягане с ∅ 2349,4 мм. Дължината на хода на буталата е единаква – 1050 мм. Отношението на обемите на цилиндрите високо, средно и ниско налягане е равно на 1:2,16:5,30. Парата се изработва в 18 тънкотръбни парни котела Военноморски тип („Шулц-Торникрофт“), с налягане 16 атм., вместо дебелотръбните котли на Дюр на предходните крайцери, рааположени в пет котелни отделения. Котлите не са еднакви. Осем котела от двете кърмови отделения (1-во и 2-ро) имат по три пещи всеки с площ на решетката на огнищата по 4,06 м². Останалите котли са с по две пещи с площ на решетките по 3,5 м². Два котела в носовото отделение са приспособени за изгаряне на течно гориво. Общата повърхност на нагряване съставлява 6300 м² – 6315 м². Всяка главна парна машина има по един главен кондензатор с повърхностно охлаждане с вътрешен теплообменник с две групи хоризонтално разположени охлаждащи тръби, в който постъпващата от цилиндрите на парните машини отработена (мокра) пара се кондензира във вода. За първи път на германски голям крайцер е предвидена частичната възможност за използване на течно гориво.
На изпитанията двата крайцера прехвърлят проектната мощност и скорост: „Шарнхорст“ показва 23,5 възела при мощност на силовата установка 28 783 к.с., „Гнейзенау“ 23,6 при мощност 30 396 к.с.
Пълният запас въглища на крайцерите съставлява 2000 тона, от които 800 съставляват нормалния запас. Запасът течно гориво съставлява 200 тона. За съхранение на въглищата са предназначени главните горни въглищни ями, които се намират над скосовете на броневата палуба надлъжно на бордовете в отсеците на котелните отделения и носовата машина. От тях въглищата се подават чрез пресипването им в котелните отделения през специални тръби-жлебове, които преминават през прорези в броневата палуба. Резервните котелни бункери (на немски: Kesselbunker) са разположени зад бордовите прегради на трите кърмови котелни отделения. Така също има защитни въглищни бункери (на немски: Schutzbunker), влизащи в системата на бордовата защита. Те се намират под скосовете на броневата палуба, между котелните отделения и незапълнените защитни отсеци – на протежение на котелните отделения. Въглищата в тези отсеци се намират под водолинията и се разходват най-накрая. Далечината на плаване, при максимален запас прието гориво, съставлява 5120 мили на 12-възлов ход или 4800 мили на 14-възлов ход.
Електроенергията на корабите се осигурява от четири турбогенератора с обща мощност 260 кВт, с напрежение 110 волтa, разположени в две помещения под броневата палуба побордно от кърмовото машинно отделение.

## История на службата
„SMS Scharnhorst“ (Шарнхорст) е заложен на 3 януари 1905 г., спуснат е на вода на 22 март 1906 г., влиза в строй на 24 октомври 1907 г.
„SMS Gneisenau“ (Гнайзенау) е заложен през декември 1904 г., спуснат на вода на 14 юни 1906 г., влиза в строй на 6 март 1908 г.
През юни 1904 г., на стапела на корабостроителницата „A. G. Weser“ в Бремен, се състои залагането на новия броненосен крайцер с бюджетното име „С“, а на 3 януари 1905 г., в корабостроителницата „Blohm und Voss“ в Хамбург, е заложен крайцерът „D“. Независимо от по-късното начало на работите хамбургската корабостроителница води работите си много по-бързо и спуска кораба си на вода много по-рано. На 22 март 1906 г. крайцерът „D“ е спуснат на вода, получавайки при това името „Schamhorst“.

## Оценка на проекта
Широко застъпено е мнението, че „Шарнхорст“ и „Гнайзенау“ са доста по-силни бойни единици, от техните предшественици и значително се отличават от тях по конструкция и живучест. Всъщност в тази по-късно заложена серия немците се опитват да „запушат“ коструктивните пропуски, които показват предшественици им.

| Оръдие                                | 9.2"/46,7 Mark Х | 6"/50 Mark XI | 21 cm SK L/40 | 15 cm SK L/40 |
| ------------------------------------- | ---------------- | ------------- | ------------- | ------------- |
| Година на започване на експлоатацията | 1900             | 1906          | 1901          | 1898          |
| Калибър, мм                           | 234              | 152           | 208           | 150           |
| Дължина ствола, калибри               | 46,7             | 50            | 40            | 40            |
| Скорострелност, изстрела в минута     | 3 – 4            | 5 – 7         | 5             | 5 – 6         |
| Ъгли на насочване                     | -5°/+15°         | -7°/+15°      | −5°/+30°      | -7°/+20°      |
| Тип зареждане                         | картузно         | картузно      | картузно      | картузно      |
| Тегло на снаряда, кг                  | 172,4            | 45,3          | 108           | 40            |
| Начална скорост, м/с                  | 847              | 895           | 780           | 800           |
| Максимална далечина на стрелбата, м   | 14 170           | 13 085        | 16 300        | 13 700        |

|                                           | „Цукуба“           | „Минотавър“           | „Йорк“           | „Шарнхорст“         | „Рюрик II“        | „Тенеси“           | „Пиза“            |
| ----------------------------------------- | ------------------ | --------------------- | ---------------- | ------------------- | ----------------- | ------------------ | ----------------- |
| Заложен                                   | 1905               | 1905                  | 1903             | 1905                | 1905              | 1903               | 1905              |
| Влиза в строй                             | 1907               | 1908                  | 1905             | 1907                | 1908              | 1906               | 1909              |
| Размери, м (Д×Ш×Г)                        | 137,1×23×8         | 158,2×22,7×7,91       | 127,8×20,2×7,8   | 144,6×21,6×8,17     | 161,2×22,86×7,92  | 153,8×22,2×7,62    | 140,5×21,0×7,1    |
| Водоизместимост нормална                  | 13 750 т           | 14 595 ts             | 9533 т           | 11 616 т            | 15 170 т          | 14 500 ts          | 9832 т            |
| Пълна                                     | 15 400 т           | 16 085 ts             | 10 266 т         | 12 985 т            | 18 500 т          | 15 715 ts          | 10 600 т          |
| Силова установка                          |                    |                       |                  |                     |                   |                    |                   |
| Мощност номинална, к.с. (скорост, възела) | 20 500 (20,5)      | 27 000 (23)           | 19 000 (21)      | 26 000 (22,5)       | 19 700 (21)       | 27 500 (22)        | 20 000 (23)       |
| Максимална, к.с. (скорост, възела)        | 20 736 (20,5)      |                       | 20 031 (21,4)    | 28 783 (23,5)       | 20 580 (21,43)    |                    | 20 808 (23,47)    |
| Далечина на плаване, мили (на ход, въз.)  |                    | 2920 (20,5) 8150 (10) | 4200 (12)        | 4800 (14) 5120 (12) |                   | 6500 (10)          | 2500 (12)         |
| Брониране                                 |                    |                       |                  |                     |                   |                    |                   |
| Борд                                      | 178                | 152                   | 100              | 150                 | 152               | 127                | 200               |
| Палуба                                    | 51                 | 38                    | 40               | 50                  | 38 + 25           | 76                 | 130               |
| Кули                                      | 178                | 203                   | 150              | 170                 | 203               | 229                | 180               |
| Въоръжение                                | 4×305-мм 12×152-мм | 4×234-мм 10×190-мм    | 4×21-см 10×15-см | 8×21-см 6×15-см     | 4×254-мм 8×203-мм | 4×254-мм 16×152-мм | 4×254-мм 8×190-мм |

### Коментари към таблицата
1. ↑  практическата бойна скорострелност е 2 изстрела в минута
2. ↑  по скосовете 76 мм
3. ↑  по скосовете 102 мм
4. ↑  според други данни 50 мм
5. ↑  209,3 мм
6. ↑  149,1 мм

## Коментари
1. ↑  В официалната немска класификация от онова време няма понятието броненосен крайцер, а те са класифицирани като „големи крайцери“ (на немски: Großer Kreuzer).
2. ↑  Акронимът „SMS“ – е от на немски: Seiner Majestat Schiff – Кораб на Негово Величество.